# 朝陽スポーツセンター
朝陽スポーツセンター（ちょうようスポーツセンター、簡体字中国語: 朝阳体育中心）は、中華人民共和国の北京市朝陽区にある多目的スタジアム。

## 概要
2003年に建設された。主にサッカーの試合に用いられる。収容人数は8,000人。
2006年には、世界ジュニア陸上競技選手権大会の会場となった。
現在、中国サッカー・甲級リーグに所属する北京八喜足球倶楽部がホームスタジアムとして利用している。